# Sowiecka dywersja zbrojna na Kresach Wschodnich w latach 1921–1925

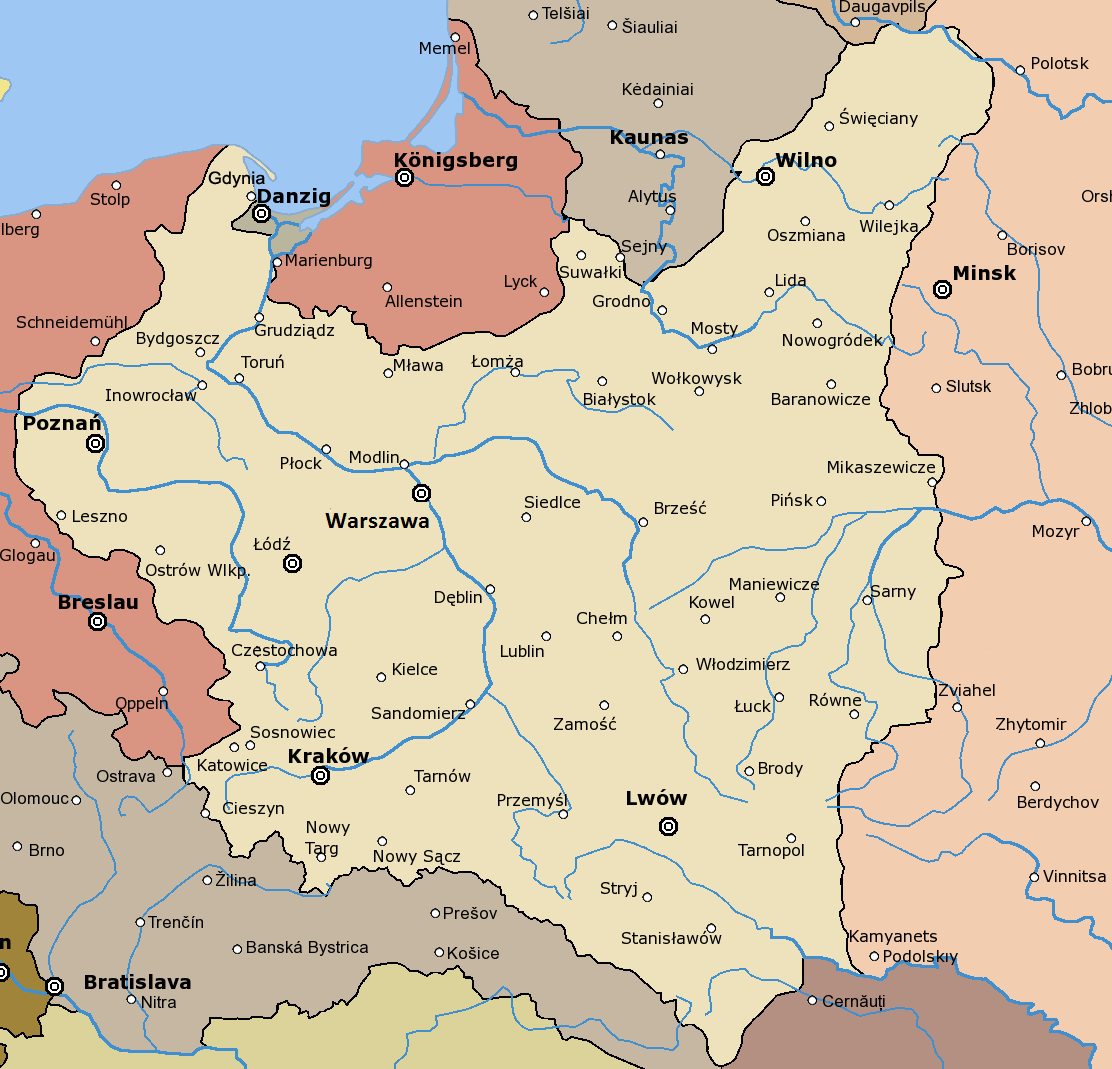
Przebieg ówczesnej granicy polsko-radzieckiej

Sowiecka dywersja zbrojna na Kresach Wschodnich w latach 1921–1925 – akty agresji skierowane przeciwko odrodzonemu państwu polskiemu, dokonywane przez Rosję Sowiecką już po zawarciu w 1921 pokojowego traktatu ryskiego.
Po zakończeniu działań wojennych związanych z wojną polsko-bolszewicką w latach 1919–1920, władze sąsiedniej Rosji Sowieckiej postanowiły zorganizować we wschodniej części II Rzeczypospolitej szeroko zakrojone działania dywersyjno-terrorystyczne w celu zdestabilizowania tego obszaru i oderwania Kresów Wschodnich od Rzeczypospolitej. Zadanie zostało powierzone Zarządowi Wywiadowczemu (Rawiedupr) Sztabu Generalnego Armii Czerwonej, do którego zadań należało m.in. prowadzenie tzw. aktywnego wywiadu. Po zawarciu pomiędzy Polakami a Sowietami traktatu pokojowego w Rydze 18 marca 1921, Razwiedupr rozpoczął latem tego roku operację formowania i przerzucania oddziałów dywersyjnych na wschodnie tereny II Rzeczypospolitej. Oprócz prowadzenia działań zbrojnych (mordowanie urzędników państwowych i policjantów, grabienie mienia, niszczenie urzędów i własności prywatnej) do ich zadań należała też agitacja rewolucyjna wśród miejscowej ludności (inspirowanie waśni pomiędzy zamieszkującymi Rzeczpospolitą Białorusinami i Ukraińcami a Polakami) w celu doprowadzenia do wybuchu masowego ruchu partyzanckiego przeciwko polskim władzom. Ostatecznym celem było oderwanie ziem kresowych od Polski i przyłączenie ich do Rosji Sowieckiej. Bandy włamywały się do kilkudziesięciu kilometrów w głąb Rzeczypospolitej. Do 1924 dokonały ponad 200 napadów. Działania dywersyjne miały też na celu przekonać o rzekomym „antypolskim powstaniu”, co było sowieckim kłamstwem i propagandą, jednak dla kilku milionów Polaków zamieszkujących Kresy Wschodnie wydarzenia te spowodowały uczucie niepokoju.

## Akcje zbrojne w 1922
Do najważniejszych akcji zbrojnych w 1922 można wymienić:
- atak na posterunek Policji Państwowej w Puszczy Białowieskiej w maju,
- zajęcie i spalenie majątku ziemskiego Dobre Drzewo w gminie Lenin w powiecie łuninieckim w połowie czerwca,
- zniszczenie 3 majątków ziemskich, spalenie dworku księcia Druckiego-Lubeckiego, wykolejenie 2 parowozów, wysadzenie mostu kolejowego i zniszczenie nasypu kolejowego na linii Lida – Wilno na obszarze powiatu grodzieńskiego i okolicznych w okresie od poł. czerwca do pocz. sierpnia,
- napad na majątek ziemski Szpakowszczyzna w powiecie dziśnieńskim w sierpniu,
- spalenie majątku ziemskiego Struga w powiecie stolińskim w połowie października,
- zniszczenie posterunku Policji Państwowej we wsi Ilia w powiecie wilejskim w grudniu.

## Działania w 1923
Od wiosny 1923 polskie władze zaczęły wzmacniać garnizony Policji Państwowej, szczególnie na terenie Zachodniej Białorusi. Do miast i większych wsi kierowano też oddziały wojskowe. W teren wysyłano agentów i prowokatorów, których zadaniem było rozpracowywanie sowieckiej konspiracji. Dzięki temu udało się ująć 2 dowódców mniejszych oddziałów dywersyjnych, Radkiewicza i Szebeta. Pomimo tego w tym roku Sowieci przeprowadzili następujące ważniejsze akcje zbrojne:
- zniszczenie posterunku Policji Państwowej i urzędu gminnego w Czuczewicach Wielkich w powiecie łuninieckim w połowie maja,
- schwytanie na szosie Radoszkowicze-Kraśne dowódcy policyjnego oddziału karnego w Radoszkowicach por. Kucharskiego wraz z jego żoną, który w zamian za darowanie życia obiecał zakończyć prowadzenie działań przeciwko dywersantom sowieckim (wkrótce potem odszedł ze służby i wyjechał w głąb Polski) w maju,
- zniszczenie posterunku Policji Państwowej i urzędu gminnego w miasteczku Telechany w powiecie kosowskim (zabito 2 policjantów i wójta) i napad na majątek ziemski Mołodowo w powiecie drohiczyńskim pod koniec sierpnia,
- napad na pociąg na linii kolejowej Buda – Baranowicze, którym jechali oficerowie uczestniczący w operacjach antydywersyjnych, we wrześniu,
- atak na miasteczko Horodek i rozbicie garnizonu policyjnego w powiecie mołodeczańskim w połowie grudnia.

## Działalność sowieckich grup dywersyjnych w 1924

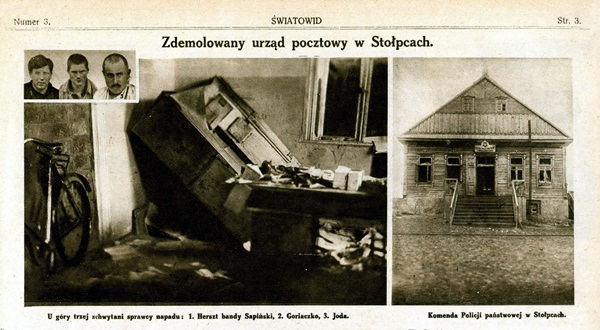
Skutki ataku na Stołpce w sierpniu 1924

W 1924 nastąpiło apogeum dywersji sowieckiej na polskich Kresach Wschodnich. Przeprowadzono wówczas ok. 80 akcji zbrojnych na polskie dwory i instytucje państwowe (ogółem miało miejsce ok. 207-217 incydentów), w tym:
- zajęcie przez 50-osobowy oddział dywersyjny majątku ziemskiego Ogarewicze w gminie Kruhowicze na początku lutego,
- zniszczenie posterunku Policji Państwowej w miasteczku Krzywicze w powiecie wilejskim w połowie maja,
- zniszczenie posterunku Policji Państwowej w miasteczku Wiszniew i zorganizowanie agitacyjnego wiecu mieszkańców, rozbicie oddziału policyjnego we wsi Żodziszki, zajęcie zakładów leśnych we wsi Żerdele, w których zabrano kasę zakładową i zwołanie agitacyjnego wiecu robotników, a następnie rozbicie między rzekami Isłocz i Berezyna policyjnego szwadronu na początku lipca,
- napad na miasteczko Stołpce przez oddział dywersyjny (zniszczenie komendy Policji Państwowej, spalenie budynku starostwa i dworca kolejowego, oswobodzenie z więzienia 2 przywódców Komunistycznej Partii Zachodniej Białorusi za cenę 7 zabitych policjantów i 1 urzędnika) na początku sierpnia,
- napad na pociąg pod Łunińcem w celu zdobycia pieniędzy (wychłostanie wojewody poleskiego Stanisława Downarowicza i komendanta powiatowego Policji Państwowej insp. Józefa Mięsowicza za cenę 3 zabitych i postrzelenia m.in. senatora Bolesława Wysłoucha) pod koniec września,
- zniszczenie majątków ziemskich Józefów w powiecie pińskim i Dukszty w powiecie święciańskim pod koniec września,
- zniszczenie posterunku Policji Państwowej we wsi Kożangródek i okolicznego majątku ziemskiego w powiecie łuninieckim na początku października,
- spalenie mostu kolejowego w powiecie nieświeskim w połowie października.

## Działania polskich sił policyjnych i wojskowych w 1924 oraz następstwa w przyszłości

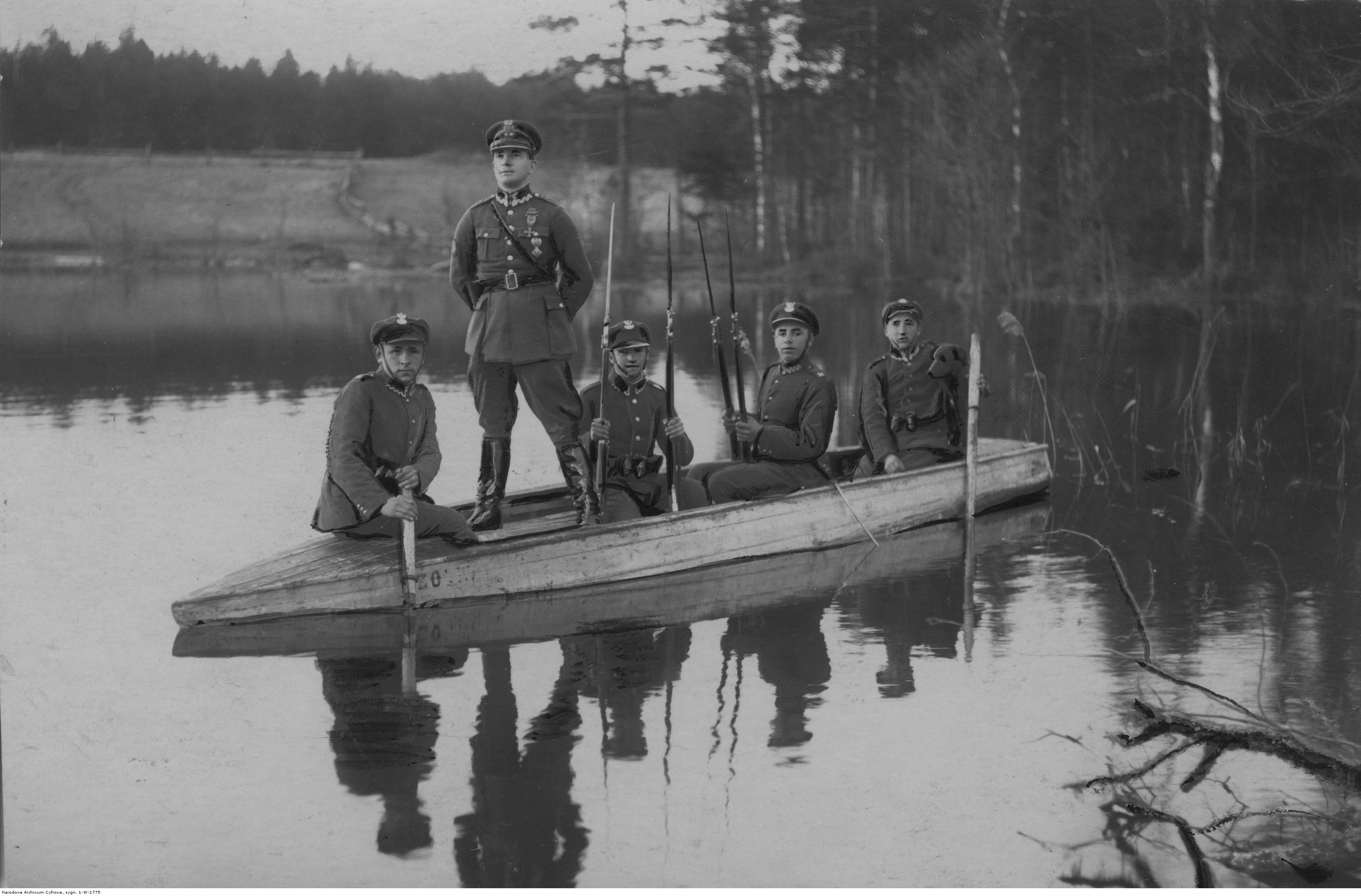
Patrol Korpusu Ochrony Pogranicza

Jesienią 1924 strona polska wzmocniła siły policyjne i wojskowe skierowane przeciwko sowieckim dywersantom. W połączeniu z usprawnieniem ich działań doprowadziło to do ponoszenia coraz większych strat przez Sowietów. Na początku listopada tego roku 35-osobowy oddział zbrojny napadł na pociąg na linii kolejowej Brześć nad Bugiem – Baranowicze, zabijając policjanta i raniąc 2 oficerów Wojska Polskiego. Obława przeprowadzona przez oddziały WP doprowadziła do okrążenia dywersantów. Wprawdzie udało im się zbiec, ale w połowie listopada 16 spośród nich schwytano (4 zostało rozstrzelanych, zaś pozostałych 4 skazanych na karę dożywotniego więzienia). Władze polskie obiecały wypłacić wysokie nagrody pieniężne za schwytanie 2 najważniejszych dowódców sowieckich: Stanisława Waupszasowa i Kiryłła P. Ostrowskiego. Przeprowadzono też masowe aresztowania wśród rozpracowanych członków komunistycznych siatek konspiracyjnych, wspierających oddziały zbrojne. Na początku 1925 Sowieci podjęli decyzję o zakończeniu operacji dywersyjnej we wschodniej części II RP. Do czerwca tego roku zdołano jeszcze przeprowadzić ok. 60 akcji zbrojnych (m.in. incydent w Jampolu), po czym oddziały dywersyjne zostały rozformowane. Część dywersantów powróciła do Rosji Sowieckiej, część pozostała w ukryciu w Polsce. Było to związane z faktem, że nie udało się doprowadzić do rozpętania masowego ruchu partyzanckiego wśród mniejszości ukraińskiej i białoruskiej oraz do wytworzenia konfliktu na dużą skalę z kresowymi Polakami. Odpowiedzią polskich władz na sowiecką dywersję było utworzenie Korpusu Ochrony Pogranicza 12 września 1924. Dobrze wyposażony i przeszkolony KOP rozciągnął swoje strażnice wzdłuż całej wschodniej granicy, którą skutecznie uszczelnił. Nowa formacja uniemożliwiła przenikanie sowieckich dywersantów, co pozwoliło z kolei na likwidację sowieckich miejscowych baz i struktur bandyckich. KOP prowadził bowiem efektywny wywiad i kontrwywiad przygraniczny. To dlatego od 17 września 1939 r., po agresji ZSRR na Polskę, oficerowie i żołnierze KOP byli szczególnie ścigani przez sowiecką Armię Czerwoną i NKWD, a przede wszystkim bestialsko traktowani i z nienawiścią mordowani. Nie mogło być inaczej, skoro już w 1925 r. dzięki KOP oraz ściągniętym z innych regionów kraju posiłkom wojskowym dywersje zostały przerwane, a liczba zabitych bandytów poszła w setki.
Sowiecka dywersja na wschodnich rubieżach II Rzeczypospolitej była jednym z preludiów do masowych represji i mordów na Polakach z Kresów Wschodnich, ale i nie tylko z Kresów, podczas II wojny światowej.